# Canillo
Canillo est une paroisse d'Andorre située dans le nord-est du pays, la première dans l'ordre protocolaire.
Les habitants de la paroisse sont les Canillencs. La fête patronale est le 29 novembre et la festa major le troisième dimanche de juillet.

## Géographie
Avec un territoire de 121 km2, Canillo est la plus vaste paroisse d'Andorre. Elle est située dans le nord-est du pays et est frontalière de la France.
| Aston (France) | Mérens-les-Vals (France) | L'Hospitalet-près-l'Andorre (France) |
| Ordino         | Canillo                  | Porté-Puymorens (France)             |
|                | Encamp                   | Porta (France)                       |

### Villages ou agglomération
La paroisse est divisée en dix veïnats (voisinages) :
- Canillo, « chef de Paroisse » (2 280 hab.) ;
- Soldeu (587 hab.) ;
- Incles (372 hab.) ;
- El Tarter (835 hab.) ;
- Ransol (249 hab.) ;
- Meritxell (63 hab.) ;
- L'Aldosa (222 hab.) ;
- Prats (70 hab.) ;
- Els Plans (15 hab.) ;
- El Forn (72 hab.) ;
- El Vilar (8 hab).

Les données démographiques datent de 2021.

## Administration

### Liste des consuls majeurs
| Période                                  | Période  | Identité                 | Étiquette | Qualité |
| ---------------------------------------- | -------- | ------------------------ | --------- | ------- |
| 1995                                     | 1999     | Bibiana Rossa Torres     | PS        |         |
| 1999                                     | 2003     | Bibiana Rossa Torres     | PS        |         |
| 2003                                     | 2007     | Enric Casadevall Medrano | PLA       |         |
| 2007                                     | 2011     | Enric Casadevall Medrano | PLA       |         |
| 2011                                     | 2015     | Josep Mandicó Calvó      | DA        |         |
| 2015                                     | 2019     | Josep Mandicó Calvó      | DA        |         |
| 2019                                     | 2023     | Francesc Camp Torres     | DA        |         |
| 2023                                     | En cours | Jordi Alcobé Font        | DA        |         |
| Les données manquantes sont à compléter. |          |                          |           |         |

### Conseil communal
|                          |                           |       |       |       |        |               |  |  |  |
| Parti                    | Parti                     | Voix  | %     | +/-   | Sièges | +/-           |  |  |  |
|                          | Démocrates + Indépendants | 432   | 100   | 40,28 | 10     | 2             |  |  |  |
|                          |                           |       |       |       |        |               |  |  |  |
| Votes valides            | Votes valides             | 432   | 63,16 |       |        |               |  |  |  |
| Votes blancs             | Votes blancs              | 218   | 31,87 |       |        |               |  |  |  |
| Votes nuls               | Votes nuls                | 34    | 4,97  |       |        |               |  |  |  |
| Total                    | Total                     | 684   | 100   | –     | 10     | en stagnation |  |  |  |
| Abstentions              | Abstentions               | 536   | 43,94 |       |        |               |  |  |  |
| Inscrits / participation | Inscrits / participation  | 1 220 | 56,06 |       |        |               |  |  |  |

## Transports en commun
La paroisse est desservie par la ligne 4 et la ligne 3 en journée, et la nuit en fin de semaine par la ligne Bn2, du réseau de transport en commun national.

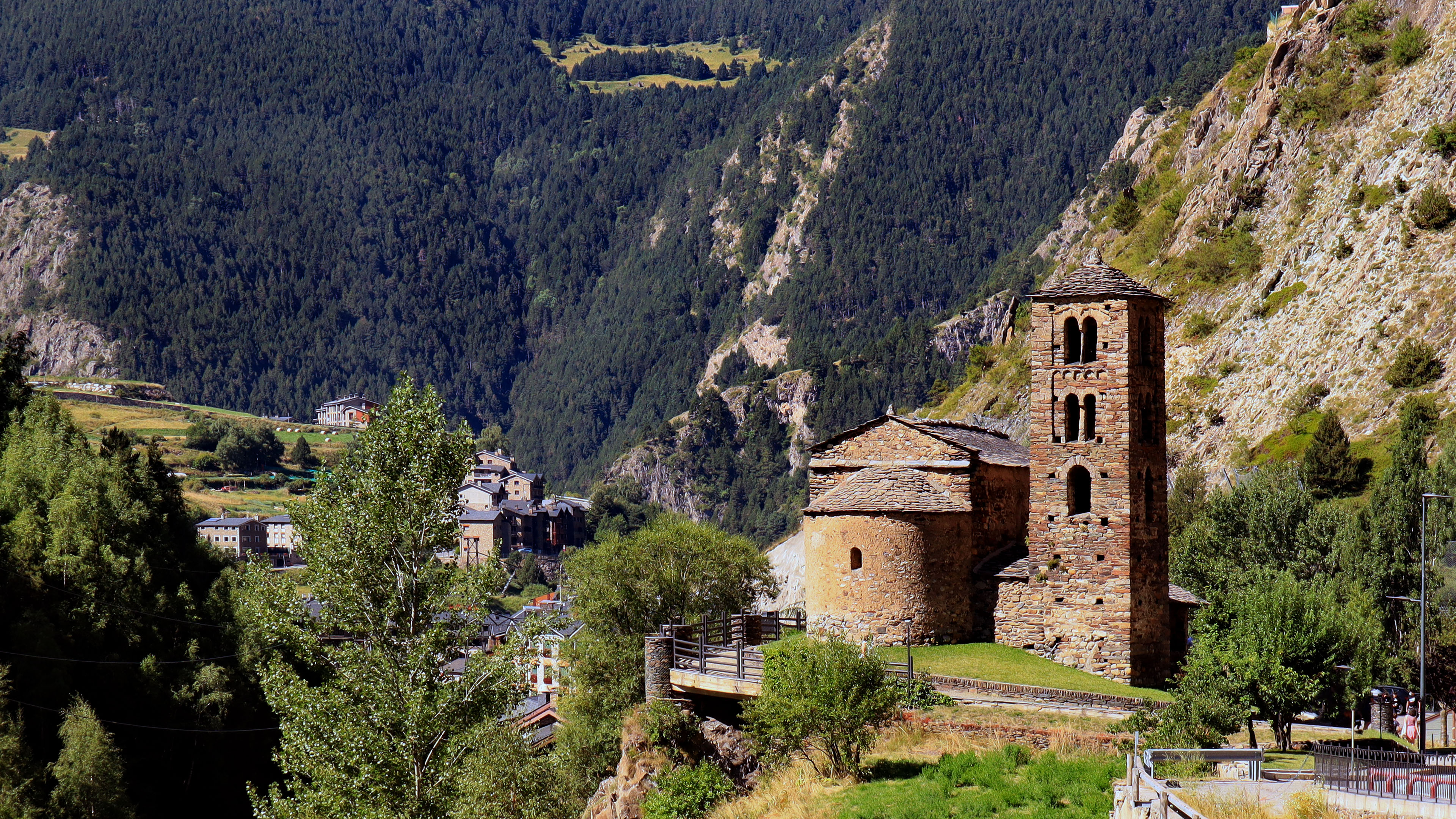
Sant Joan de Caselles face est.

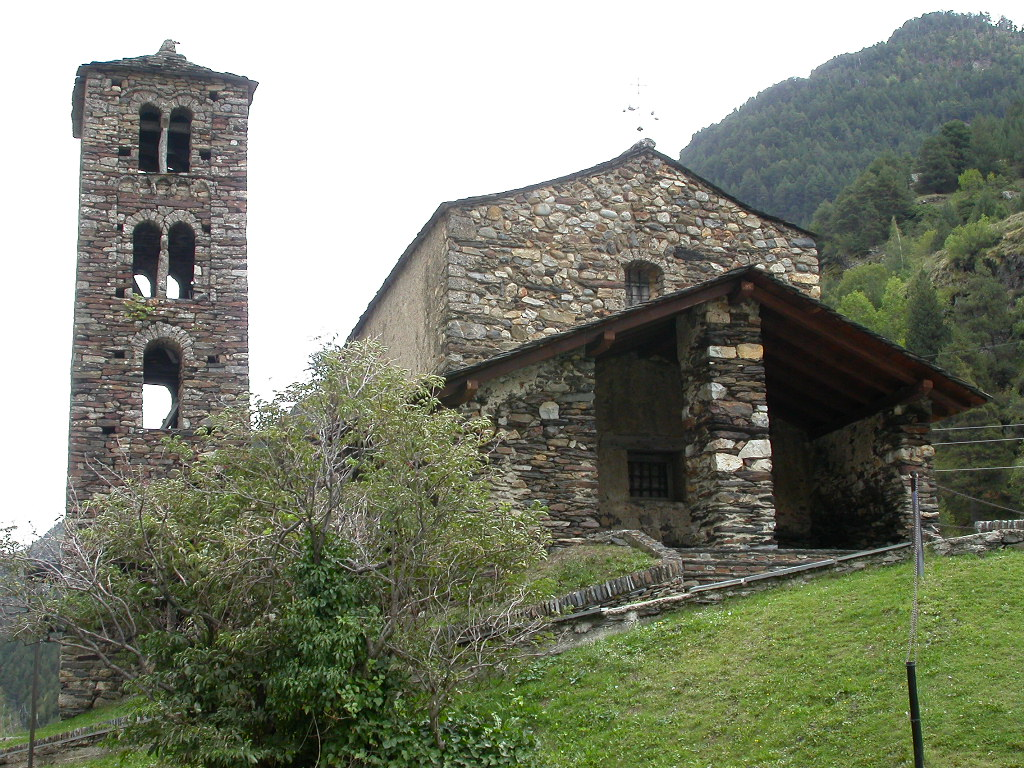
Sant Joan de Caselles face ouest.

## À visiter
- Ancien et nouveau sanctuaire de Meritxell, voués à la patronne d'Andorre.
- Église Sant Joan de Caselles (retable). Il s'agit ici d'un des symboles de l'art roman catalan. Cette œuvre architecturale ressemble beaucoup à celle de Mérens-les-Vals en Ariège, ce qui témoigne des échanges millénaires entre les vallées de l'Andorre et de l'Ariège.
- Église Sant Serni.
- Église Santa Creu.
- Vallée d'Incles.
- Palais de glace d'Andorre (patinoire).
- Musée de la moto
- Cascada de Moles
- Station de ski de Soldeu-El Tarter, faisant partie de Grandvalira.